# Vạn Thắng (xã)
	Vạn Thắng		là một xã thuộc tỉnh Ninh Bình, Việt Nam. Trụ sở xã nằm cách phường Hoa Lư - trung tâm tỉnh lỵ Ninh Bình 12 km về phía Đông.	

## Địa lý
Theo Nghị quyết số 1674/NQ-UBTVQH15 ngày 16/6/2025 về sắp xếp các đơn vị hành chính cấp xã của tỉnh Ninh Bình năm 2025, 	sắp xếp các xã Yên Thắng (huyện Ý Yên), Yên Tiến và Yên Lương thành xã mới có tên gọi là xã Vạn Thắng.	
Xã Vạn Thắng có diện tích:	26,22	km², 	dân số:	35.807	người, mật độ dân số: 	1366	người/km². 	
Đây là đơn vị có diện tích xếp thứ:	66	, số dân xếp thứ: 	39	và mật độ dân số xếp thứ: 	43	trong số 129 xã, phường ở Ninh Bình.  
Xã này nằm trên Quốc lộ 10, 37B, 37C.

## Di tích thờ Vua Đinh
Xã Vạn Thắng là nơi Vạn Thắng Vương Đinh Bộ Lĩnh từng đóng quân, củng cố lực lượng để đánh dẹp 12 sứ quân. Hiện nay trên địa bàn xã có nhiều di tích thờ Vua Đinh Tiên Hoàng tiêu biểu như:
- Đền Vua Đinh ở thôn Dương Hồi,
- Đình Thượng Đồng, thuộc thôn Thượng Đồng
- Đình Cát Đằng thuộc thôn Cát Đằng
- Đền Thượng Thôn thuộc thôn Thượng

1. ↑  Nghị quyết của Quốc hội về sắp xếp các đơn vị hành chính cấp xã của tỉnh Ninh Bình năm 2025